# 花のいのち (1973年のテレビドラマ)
『花のいのち』（はなのいのち）は、1973年10月29日 - 12月28日にTBS系「花王 愛の劇場」枠にて放送されたテレビドラマ。

## キャスト
- 窈子 - 白川由美
- 織部 - 安井昌二
- 柚木正宏 - 土屋嘉男
- 杉野公子
- 本島一宏
- 照子 - 岩本多代

## スタッフ
- 演出 - 三輪彰
- 音楽 - 渡辺岳夫

## 主題歌
- 「花のいのち」（歌：渚ゆう子）
  - 作詞：千家和也／作曲：渡辺岳夫／編曲：荒木圭男